# Černý Potok (okres Berehovo)
Černý Potok (ukrajinsky Чорний Потік, maďarsky Feketepatak) je vesnice ve Vylocké vesnické komunitě v beherovském okrese Zakarpatské oblasti Ukrajiny. V roce 2001 zde žilo 1073 obyvatel, z toho 95,25 % obyvatel maďarské národnosti.

## Historie
První písemná zmínka o vesnici pochází z roku 1260. Při tureckém vpádu v roce 1717 obec utrpěla relativně méně než ostatní – 3 lidé byli zajati, všichni se vrátili domů. Do Trianonské smlouvy byla obec součástí Uherska, poté byla součástí Československa. Za první československé republiky byla obec vedena pod názvem Černý Potok. Nejbližší četnická stanice byla v Šalankách. V roce 1930 zde žilo 593 obyvatel. V důsledku první vídeňské arbitráže byl Černý Potok v letech 1938 až 1945 součástí Maďarska.